# 高鳴 (元)
高 鳴（こう めい、1209年 - 1274年）は、モンゴル帝国（フレグ・ウルスおよび大元ウルス）に仕えた漢人官僚の一人。字は雄飛。真定府真定県の出身。

## 概要
高鳴は幼いころから文学に長けることで知られ、河東の元裕に推薦されたこともあったが、仕官には至らなかった。しかし、モンゴル帝国による華北支配が始まり、真定地方がトルイ家の領地となると、トルイの三男のフレグが高鳴を見出した。このころ、フレグの兄のモンケが第4代皇帝に即位したことにより、フレグは西アジア方面の遠征軍の司令官に起用されていた。そこで、フレグは遠征に出発する前（1252年ころ）に人材収集に務めており、高鳴には3名の使者を派遣してこれを招請した。これに応じて高鳴は西アジア遠征軍に従軍し、フレグに対して20余りの献策を行い、しばしばフレグから称賛を受けたという。
西アジア遠征従軍の功績から高鳴はフレグ家の領地である彰徳路の総管に推薦され、恐らく1257年頃に華北に戻って総管の地位に就いた。しかし1259年（己未）にモンケ・カアンが急死するとその弟でフレグの兄でもあるクビライが即位し、高鳴はクビライから誥命金符を下賜されて翰林学士・兼太常少卿に任じられた。1268年（至元5年）に御史台が新設されると高鳴は侍御史に抜擢され、多くの裁定を行った。このころ、御史台に並ぶ官署の中書省・枢密院で政治の滞りが続いていたため、「督事官」を置くべきであるとの声があったが、御史台の外に監督官を置くことをやめるよう働きかけたと伝えられている。
1270年（至元7年）には三つめの省を立てるべきとの議論が起こったが、高鳴は官署が増えるだけ事務が繁雑となること、また官が多すぎることにより責任の所在が曖昧となることなどを理由に反対し、クビライも高鳴の意見を容れて省の新設を取りやめとしている。また、盗賊の横行に対して代表的な者を処刑し見せしめとすべきだとの意見が出た時には、かえって天下の反発を呼び後の害となると反対し、クビライも高鳴の意見を善しとしたとの逸話がある。
1272年（至元9年）には吏部礼部尚書の地位に移ったが、1274年（至元11年）に病のため66歳にして亡くなった。